# Rudolf Kohn

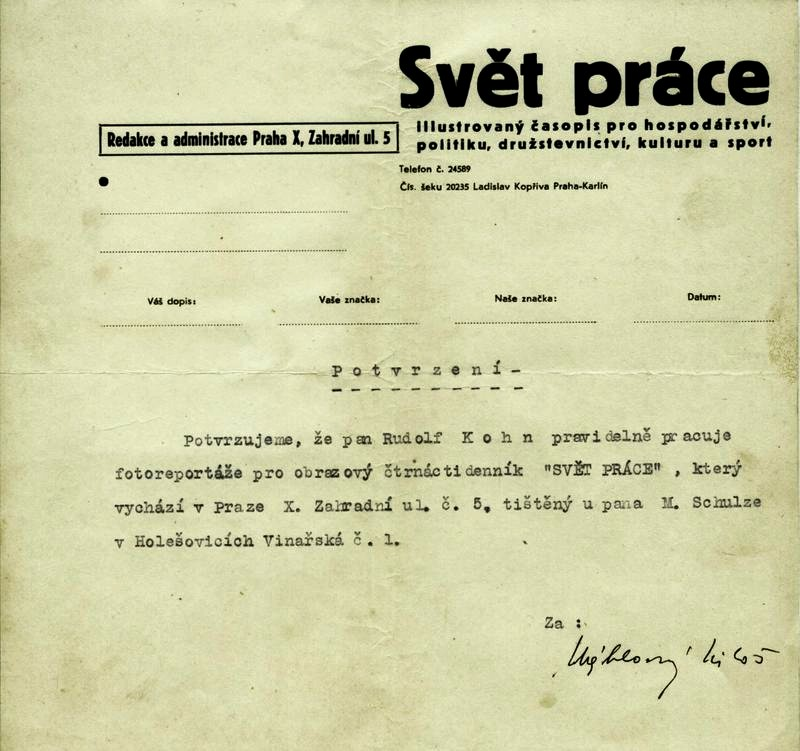
Potvrzení – dobový dokument

Rudolf Kohn (11. února 1900 Praha – leden 1942 Bikernieki) byl český dokumentární fotograf.

## Život a tvorba
Fotografoval život nejchudších vrstev v Praze, českých hornických a chmelařských oblastech, dále na Slovensku a Podkarpatské Rusi. Jeho snímky byly publikovány v levicovém tisku. V roce 1939 byl během německé okupace zatčen, deportován do Terezína a později do ghetta v Rize, kde byl se skoro všemi lidmi tohoto transportu zavražděn v Bikernieki. 

## Galerie

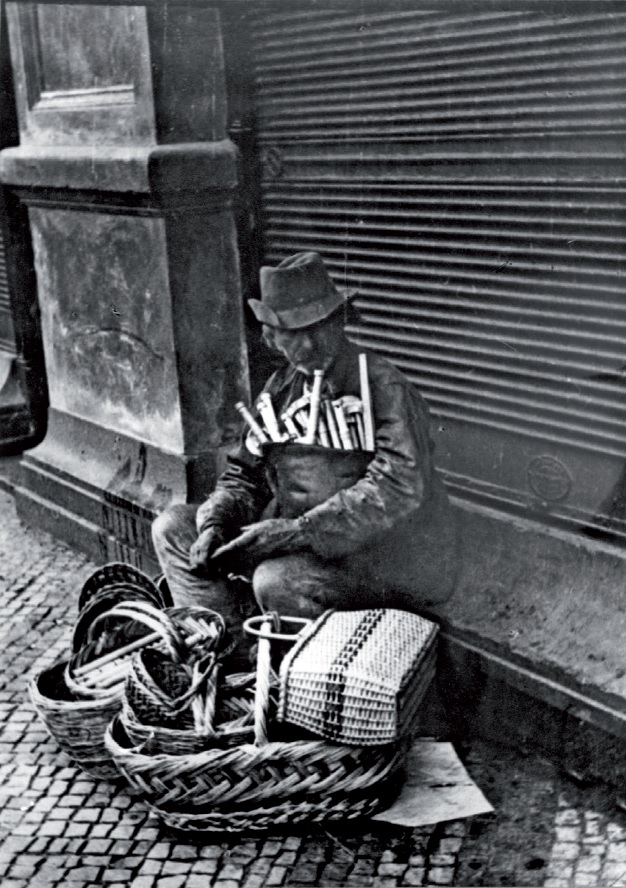
Pouliční prodavač